# Bronisław Bandrowski
Bronisław Bandrowski (ur. 27 maja 1879 w Mościskach, zm. 27 lipca 1914 w Tatrach) – polski filozof i psycholog.

## Życiorys
Syn Alfreda Bandrowskiego (urzędnik sądowy, c.k. radca, zm. 1900) i Joanny z domu Zajączkowskiej, bratanek Aleksandra Bandrowskiego i kuzyn Juliusza Kaden-Bandrowskiego.
Po nauce w gimnazjach we Lwowie zdał egzamin dojrzałości w Gimnazjum św. Anny w Krakowie. Studiował filologię klasyczną i filozofię na Uniwersytecie Lwowskim. Pracował jako nauczyciel w Gimnazjum w Rzeszowie. W 1905 obronił pracę doktorską z filozofii O metodach badania indukcyjnego. 15 maja tego roku odbyła się promocja „sub summis auspiciis imperatoris”. Był jednym z pierwszych uczniów Kazimierza Twardowskiego.
Należał do założycieli i członków wydziału Polskiego Towarzystwa Filozoficznego we Lwowie oraz był od początku czynnym członkiem komitetu redakcyjnego "Ruchu Filozoficznego".
Studia psychologiczne uzupełniał w roku akademickim 1905/1906 w Londynie i na Uniwersytecie w Getyndze u Georga Eliasa Müllera (pod którego wpływem prawdopodobnie zainteresował się psychologią doświadczalną). Po pobycie w Getyndze w jego pracach zaczęły się również pojawiać odwołania do antypsychologizmu Husserla. Bandrowski razem z innym uczniem Twardowskiego – Władysławem Witwickim – opracowali model psychologii opisowej oparty na fenomenologii.
Pracował jako nauczyciel w III Gimnazjum we Lwowie 1900–1904, Gimnazjum  w Rzeszowie 1904–1905, C. K. V Gimnazjum we Lwowie 1905–1907 i C. K. VI Gimnazjum we Lwowie 1907–1914.
Na początku lipca 1914 powrócił z wycieczki naukowej do Antwerpii, po czym natychmiast udał się do Zakopanego, gdzie wraz ze swoją siostrą Marią oraz narzeczoną Anną Hackbeil (nauczycielka z Zakopanego) wyruszył w Tatry na Granaty obok Czarnego Stawu Gąsienicowego. Podczas wyprawy zostali zaskoczeni wiatrem halnym, a potem mgłą, wskutek czego zgubili drogę. Narzeczeni we dwoje szukali kontaktu z przechodzącymi turystami wzywając pomocy, lecz ich zachowanie traktowano jako pozdrowienia ze szlaku. Byli uwięzieni w żlebie Drège’a. Anna Hackbeil spadła w przepaść, a po wszczęciu poszukiwań dostrzeżono jej zwłoki leżące w piargu pod ścianą skalną. W przypływie rozpaczy Bronisław Bandrowski nazajutrz rzucił się w przepaść w tym samym miejscu ponosząc śmierć na miejscu. Jego siostra Maria była świadkiem jego samobójstwa, a sama przesiedziała cztery dni na wystającej skale, na której szczęśliwie zatrzymała się po upadku w przepaść.
Został pochowany na Nowym Cmentarzu w Zakopanem (kwatera XIV-BC-12). Po tragicznej śmierci Bandrowskiego lwowski zarząd Polskiego Towarzystwa Filozoficznego postanowił uczcić jego pamięć pośmiertnym wydaniem wszystkich prac filozoficznych, ze wstępem Jana Łukasiewicza. Przedsięwzięcie to nie doszło do skutku, nie wydano również pozostałej w rękopisie pracy poświęconej psychologii myślenia. Pracę redagował przez kilka lat Stefan Błachowski, pracy jednak nie ukończył, a rękopis Bandrowskiego bezpowrotnie zaginął. Pisma zebrane Bandrowskiego wydano dopiero w 2015 roku.

## Wybrane prace
- O metodach badania indukcyjnego: szkic historyczno-krytyczny. Lwów, 1904
- O analizie mowy i jej znaczeniu dla filozofii. Lwów, 1905
- O metodach badania indukcyjnego. „Przegląd Filozoficzny” 8 (1), s. 49, 1905
- O klasyfikacji zjawisk psychicznych. „Przegląd Filozoficzny” 10 (1), s. 135, 1907
- Psychologiczna analiza zjawisk myślenia. „Przegląd Filozoficzny” 10 (4), s. 518-531, 1907
- O stosunkach między pojęciami ze względu na ich zakres. „Przegląd Filozoficzny” 12(2), s. 213, 1909
- „Przyczynki do psychologii pytania”. W: Ciągliński A. (red). Prace 1-go Zjazdu neurologów, psychiatrów i psychologów polskich odbytego w Warszawie 11–12–13 października 1909 r. Warszawa: E. Wende i sp., 1910  s. 809-812
- O psychoanalizie z punktu widzenia psychologicznego. „Ruch Filozoficzny” 2 (7), s. 139, 1912
- „Psychologia wychowawcza” W: Encyklopedia wychowawcza, t. 8, z. 4. Warszawa, 1912, s. 123–135.
- Z psychologii liczenia. „Ruch Filozoficzny” 2 (10), s. 224, 1912
- Genetyczna teoria wyobrażeń wtórnych. „Ruch Filozoficzny” 4 (4), s. 97, 1914